# Liga Argentina de Voleibol 2017-2018
La Liga Argentina de Voleibol 2017-2018 si è svolta dal 2 novembre 2017 al 7 aprile 2018: al torneo hanno partecipato 11 squadre di club argentine e la vittoria finale è andata per la settima volta all'UPCN.

## Regolamento

### Formula
Le 11 formazioni partecipanti danno vita a una regular season con gare di andata e ritorno, composta da 12 weekend, nei quali si disputano due incontri, per un totale di 20 incontri:
- Le prime otto classificate accedono ai play-off scudetto, disputati al meglio delle cinque gare nei quarti di finale, nelle semifinali e in finale.

### Criteri di classifica
Se il risultato finale è stato di 3-0 o 3-1 sono stati assegnati 3 punti alla squadra vincente e 0 a quella sconfitta, se il risultato finale è stato di 3-2 sono stati assegnati 2 punti alla squadra vincente e 1 a quella sconfitta.
L'ordine del posizionamento in classifica è stato definito in base a:
- Punti;
- Numero di partite vinte;
- Ratio dei set vinti/persi;
- Ratio dei punti realizzati/subiti.

## Squadre partecipanti
Al campionato di Liga Argentina de Voleibol 2017-2018 partecipano 11 club. Due club aventi diritto di partecipazione, l'Alianza Jesús María e il Deportivo Morón, hanno rinunciato all'iscrizione. Le due neopromosse sono il Monteros e il Libertad.
| Club              | Città                     | Impianto                                              | Stagione precedente               |
| ----------------- | ------------------------- | ----------------------------------------------------- | --------------------------------- |
| Bolívar           | San Carlos de Bolívar     | Estadio República de Venezuela, San Carlos de Bolívar | Campione d'Argentina              |
| Ciudad            | Buenos Aires              | CRyDM Gorki Grana, Buenos Aires                       | 3ª in Liga Argentina de Voleibol  |
| Gigantes del Sur  | Neuquén                   | Estadio Ruca Che, Neuquén                             | 5ª in Liga Argentina de Voleibol  |
| Libertad          | San Jerónimo Norte        | La Calderita, San Jerónimo Norte                      | 2ª in Liga A2                     |
| Lomas             | Lomas de Zamora           | Estadio Lomas de Zamora, Lomas de Zamora              | 4ª in Liga Argentina de Voleibol  |
| Monteros          | Monteros                  | Polideportivo Municipal, Monteros                     | 1ª in Liga A2                     |
| Obras Sanitarias  | San Juan                  | Estadio Aldo Cantoni, San Juan                        | 6ª in Liga Argentina de Voleibol  |
| Puerto San Martín | Puerto General San Martín | Club Paraná, Puerto General San Martín                | 11ª in Liga Argentina de Voleibol |
| River Plate       | Buenos Aires              | Microestadio River Plate, Buenos Aires                | 8ª in Liga Argentina de Voleibol  |
| UNTreF            | Sáenz Peña                | Microestadio UNTreF, Sáenz Peña                       | 10ª in Liga Argentina de Voleibol |
| UPCN              | San Juan                  | Estadio Aldo Cantoni, San Juan                        | 2ª in Liga Argentina de Voleibol  |

## Campionato

### Regular season

#### Risultati
| Weekend 1 |                                      |     |                                   |
|           |                                      |     |                                   |
| 02-11     | River Plate - UNTreF                 | 1-3 | 15-25, 17-25, 25-22, 22-25        |
| 02-11     | Lomas - Ciudad                       | 3-1 | 25-23, 20-25, 25-16, 26-24        |
| 02-11     | Libertad - Obras Sanitarias          | 2-3 | 22-25, 25-22, 14-25, 25-21, 15-17 |
| 02-11     | Puerto San Martín - UPCN             | 1-3 | 15-25, 25-23, 19-25, 22-25        |
| 02-11     | Bolívar - Monteros                   | 3-1 | 25-23, 25-22, 23-25, 25-20        |
| 04-11     | River Plate - Ciudad                 | 0-3 | 19-25, 18-25, 24-26               |
| 04-11     | Lomas - UNTreF                       | 3-2 | 25-22, 25-15, 20-25, 21-25, 15-9  |
| 04-11     | Gigantes del Sur - Monteros          | 3-1 | 25-20, 25-21, 23-25, 25-20        |
| 04-11     | Libertad - UPCN                      | 3-1 | 29-27, 23-25, 25-16, 25-19        |
| 04-11     | Puerto San Martín - Obras Sanitarias | 2-3 | 43-41, 19-25, 28-26, 19-25, 12-15 |

| Weekend 2 |                                      |     |                                   |
|           |                                      |     |                                   |
| 09-11     | Monteros - Ciudad                    | 1-3 | 25-23, 17-25, 12-25, 19-25        |
| 09-11     | Puerto San Martín - Bolívar          | 3-2 | 21-25, 22-25, 25-22, 25-22, 15-13 |
| 11-11     | Libertad - Bolívar                   | 1-3 | 21-25, 25-21, 18-25, 13-25        |
| 14-11     | Puerto San Martín - Gigantes del Sur | 1-3 | 25-21, 23-25, 17-25, 22-25        |
| 14-11     | Monteros - UNTreF                    | 3-1 | 22-25, 25-17, 25-21, 25-22        |
| 14-11     | UPCN - Lomas                         | 3-1 | 25-22, 16-25, 25-19, 25-19        |
| 15-11     | UPCN - River Plate                   | 3-0 | 25-19, 25-22, 25-19               |
| 16-11     | Obras Sanitarias - Lomas             | 0-3 | 16-25, 19-25, 21-25               |
| 16-11     | Libertad - Gigantes del Sur          | 2-3 | 25-12, 23-25, 25-13, 20-25, 11-15 |
| 17-11     | Obras Sanitarias - River Plate       | 3-1 | 25-19, 15-25, 32-30, 25-20        |

| Weekend 3 |                                     |     |                                   |
|           |                                     |     |                                   |
| 16-11     | Ciudad - Puerto San Martín          | 3-0 | 25-12, 25-20, 25-22               |
| 16-11     | UNTreF - Libertad                   | 0-3 | 21-25, 20-25, 15-25               |
| 16-11     | Gigantes del Sur - Obras Sanitarias | 0-3 | 19-25, 22-25, 19-25               |
| 16-11     | Bolívar - UPCN                      | 1-3 | 25-27, 25-23, 24-26, 21-25        |
| 16-11     | Monteros - Lomas                    | 0-3 | 23-25, 15-25, 14-25               |
| 17-11     | UNTreF - Puerto San Martín          | 3-0 | 25-15, 25-16, 25-23               |
| 18-11     | Ciudad - Libertad                   | 3-2 | 25-21, 25-19, 23-25, 22-25, 15-12 |
| 18-11     | Gigantes del Sur - UPCN             | 3-1 | 26-24, 25-27, 25-21, 25-22        |
| 18-11     | Bolívar - Obras Sanitarias          | 3-1 | 25-16, 23-25, 25-18, 25-16        |
| 18-11     | Monteros - River Plate              | 3-0 | 25-22, 29-27, 25-19               |

| Weekend 4 |                                |     |                                   |
|           |                                |     |                                   |
| 22-11     | Lomas - Bolívar                | 3-0 | 25-22, 26-24, 25-20               |
| 23-11     | River Plate - Gigantes del Sur | 0-3 | 21-25, 28-30, 18-25               |
| 23-11     | Puerto San Martín - Monteros   | 3-2 | 28-26, 20-25, 22-25, 25-23, 15-11 |
| 23-11     | UPCN - Ciudad                  | 1-3 | 29-27, 20-25, 23-25, 20-25        |
| 24-11     | River Plate - Bolívar          | 0-3 | 20-25, 17-25, 20-25               |
| 24-11     | UPCN - UNTreF                  | 3-0 | 25-17, 25-20, 25-15               |
| 25-11     | Lomas - Gigantes del Sur       | 3-2 | 25-23, 22-25, 25-21, 31-33, 15-13 |
| 25-11     | Libertad - Monteros            | 0-3 | 23-25, 22-25, 15-25               |
| 25-11     | Obras Sanitarias - Ciudad      | 1-3 | 21-25, 18-25, 25-23, 12-25        |
| 26-11     | Obras Sanitarias - UNTreF      | 3-2 | 23-25, 31-33, 25-20, 25-20, 15-11 |

| Weekend 5 |                                 |     |                     |
|           |                                 |     |                     |
| 30-11     | Lomas - Puerto San Martín       | 3-0 | 25-22, 25-18, 25-19 |
| 30-11     | Ciudad - Bolívar                | 3-0 | 25-23, 25-23, 25-23 |
| 30-11     | River Plate - Libertad          | 0-3 | 21-25, 19-25, 30-32 |
| 30-11     | Monteros - UPCN                 | 0-3 | 23-25, 23-25, 18-25 |
| 01-12     | UNTreF - Gigantes del Sur       | 0-3 | 14-25, 16-25, 17-25 |
| 01-12     | River Plate - Puerto San Martín | 3-0 | 25-19, 25-23, 25-19 |
| 02-12     | Lomas - Libertad                | 3-0 | 25-19, 25-16, 25-15 |
| 02-12     | Ciudad - Gigantes del Sur       | 3-0 | 25-23, 25-14, 25-18 |
| 02-12     | UNTreF - Bolívar                | 0-3 | 19-25, 20-25, 29-31 |
| 02-12     | Monteros - Obras Sanitarias     | 3-0 | 25-22, 25-20, 25-16 |

| Weekend 6 |                              |     |                                   |
|           |                              |     |                                   |
| 06-12     | Bolívar - Gigantes del Sur   | 3-1 | 25-22, 18-25, 25-12, 25-19        |
| 07-12     | Ciudad - UNTreF              | 3-0 | 25-23, 25-19, 25-18               |
| 07-12     | Lomas - River Plate          | 3-0 | 25-18, 25-15, 25-22               |
| 07-12     | UPCN - Obras Sanitarias      | 3-2 | 21-25, 20-25, 27-25, 25-22, 15-10 |
| 10-12     | Puerto San Martín - Libertad | 2-3 | 25-22, 23-25, 25-22, 19-25, 13-15 |

| Weekend 7 |                              |     |                                   |
|           |                              |     |                                   |
| 07-12     | Libertad - Puerto San Martín | 3-1 | 25-14, 25-22, 20-25, 25-18        |
| 09-12     | River Plate - Lomas          | 0-3 | 24-26, 19-25, 22-25               |
| 09-12     | UNTreF - Ciudad              | 3-2 | 25-21, 20-25, 23-25, 25-22, 16-14 |
| 09-12     | Obras Sanitarias - UPCN      | 0-3 | 20-25, 22-25, 16-25               |
| 07-01     | Gigantes del Sur - Bolívar   | 2-3 | 25-19, 20-25, 17-25, 25-18, 13-15 |

| Weekend 8 |                                      |     |                                   |
|           |                                      |     |                                   |
| 11-01     | UNTreF - River Plate                 | 1-3 | 25-16, 23-25, 18-25, 23-25        |
| 11-01     | Ciudad - Lomas                       | 1-3 | 20-25, 21-25, 25-17, 24-26        |
| 11-01     | UPCN - Puerto San Martín             | 3-1 | 25-20, 25-14, 21-25, 25-19        |
| 11-01     | Monteros - Bolívar                   | 0-3 | 23-25, 20-25, 21-25               |
| 12-01     | UPCN - Libertad                      | 1-3 | 23-25, 23-25, 25-20, 21-25        |
| 13-01     | Obras Sanitarias - Puerto San Martín | 3-1 | 25-21, 25-17, 18-25, 25-20        |
| 13-01     | UNTreF - Lomas                       | 2-3 | 25-21, 25-22, 23-25, 25-27, 13-15 |
| 13-01     | Monteros - Gigantes del Sur          | 3-1 | 22-25, 25-15, 25-18, 25-16        |
| 13-01     | Ciudad - River Plate                 | 1-3 | 25-23, 26-28, 18-25, 23-25        |
| 14-01     | Obras Sanitarias - Libertad          | 3-0 | 25-21, 25-15, 25-21               |

| Weekend 9 |                                      |     |                                   |
|           |                                      |     |                                   |
| 18-01     | Lomas - UPCN                         | 0-3 | 15-25, 22-25, 20-25               |
| 18-01     | River Plate - Obras Sanitarias       | 2-3 | 21-25, 23-25, 25-21, 25-22, 15-17 |
| 18-01     | Gigantes del Sur - Libertad          | 3-0 | 25-21, 25-20, 25-21               |
| 18-01     | Bolívar - Puerto San Martín          | 3-1 | 25-20, 23-25, 25-16, 25-22        |
| 20-01     | Lomas - Obras Sanitarias             | 2-3 | 23-25, 25-14, 18-25, 25-21, 11-15 |
| 20-01     | Gigantes del Sur - Puerto San Martín | 1-3 | 25-18, 24-26, 29-31, 23-25        |
| 20-01     | UNTreF - Monteros                    | 3-0 | 25-19, 25-22, 25-22               |
| 20-01     | River Plate - UPCN                   | 1-3 | 25-21, 24-26, 15-25, 14-25        |
| 20-01     | Bolívar - Libertad                   | 3-0 | 25-19, 27-25, 25-23               |
| 21-01     | Ciudad - Monteros                    | 3-2 | 25-20, 26-28, 25-21, 23-25, 15-7  |

| Weekend 10 |                                     |     |                                   |
|            |                                     |     |                                   |
| 25-01      | Puerto San Martín - Ciudad          | 3-1 | 25-23, 25-19, 21-25, 25-13        |
| 25-01      | UPCN - Bolívar                      | 0-3 | 20-25, 29-31, 22-25               |
| 25-01      | Lomas - Monteros                    | 3-2 | 18-25, 25-22, 23-25, 25-21, 19-17 |
| 25-01      | Libertad - UNTreF                   | 3-2 | 25-23, 20-25, 27-25, 22-25, 15-10 |
| 26-01      | UPCN - Gigantes del Sur             | 3-2 | 17-25, 27-25, 17-25, 25-19, 15-12 |
| 27-01      | Libertad - Ciudad                   | 3-1 | 23-25, 25-20, 27-25, 25-22        |
| 27-01      | River Plate - Monteros              | 0-3 | 27-29, 16-25, 22-25               |
| 27-01      | Puerto San Martín - UNTreF          | 2-3 | 18-25, 24-26, 25-23, 25-22, 11-15 |
| 27-01      | Obras Sanitarias - Bolívar          | 3-2 | 26-24, 25-17, 19-25, 21-25, 15-10 |
| 28-01      | Obras Sanitarias - Gigantes del Sur | 3-2 | 25-23, 19-25, 25-23, 29-31, 15-13 |

| Weekend 11 |                                |     |                                  |
|            |                                |     |                                  |
| 01-02      | Ciudad - UPCN                  | 1-3 | 18-25, 25-23, 24-26, 19-25       |
| 01-02      | UNTreF - Obras Sanitarias      | 2-3 | 25-23, 19-25, 21-25, 25-21, 8-15 |
| 01-02      | Gigantes del Sur - River Plate | 3-0 | 25-17, 26-24, 25-22              |
| 01-02      | Bolívar - Lomas                | 3-1 | 25-18, 20-25, 25-20, 25-16       |
| 01-02      | Monteros - Puerto San Martín   | 3-0 | 25-22, 30-28, 25-21              |
| 03-02      | Ciudad - Obras Sanitarias      | 3-1 | 18-25, 25-20, 25-15, 25-23       |
| 03-02      | Gigantes del Sur - Lomas       | 3-1 | 14-25, 31-29, 27-25, 25-19       |
| 03-02      | UNTreF - UPCN                  | 0-3 | 21-25, 26-28, 17-25              |
| 03-02      | Bolívar - River Plate          | 3-0 | 25-21, 26-24, 26-24              |
| 03-02      | Monteros - Libertad            | 3-0 | 25-23, 25-19, 25-20              |

| Weekend 12 |                                 |     |                                   |
|            |                                 |     |                                   |
| 15-02      | Gigantes del Sur - UNTreF       | 3-0 | 25-23, 25-20, 25-20               |
| 15-02      | Libertad - River Plate          | 3-2 | 25-22, 27-25, 23-25, 22-25, 15-12 |
| 15-02      | Puerto San Martín - Lomas       | 1-3 | 25-19, 15-25, 19-25, 19-25        |
| 15-02      | Bolívar - Ciudad                | 3-2 | 25-21, 23-25, 23-25, 25-18, 15-10 |
| 15-02      | UPCN - Monteros                 | 3-1 | 25-13, 25-22, 25-27, 25-23        |
| 17-02      | Gigantes del Sur - Ciudad       | 0-3 | 26-28, 17-25, 28-30               |
| 17-02      | Libertad - Lomas                | 2-3 | 21-25, 25-20, 21-25, 25-14, 12-15 |
| 17-02      | Obras Sanitarias - Monteros     | 3-2 | 25-18, 19-25, 17-25, 25-18, 15-13 |
| 17-02      | Bolívar - UNTreF                | 3-0 | 25-18, 25-23, 25-20               |
| 17-02      | Puerto San Martín - River Plate | 0-3 | 23-25, 24-26, 19-25               |

#### Classifica
| Pos. | Squadra           | Pt | G  | V  | P  | SV | SP | Ratio | PF   | PS   | Ratio |
| ---- | ----------------- | -- | -- | -- | -- | -- | -- | ----- | ---- | ---- | ----- |
| 1.   | Bolívar           | 45 | 20 | 15 | 5  | 50 | 25 | 2.000 | 1769 | 1601 | 1.104 |
| 2.   | UPCN              | 43 | 20 | 15 | 5  | 49 | 20 | 1.885 | 1780 | 1637 | 1.087 |
| 3.   | Lomas             | 41 | 20 | 15 | 5  | 50 | 28 | 1.786 | 1774 | 1651 | 1.075 |
| 4.   | Ciudad            | 36 | 20 | 12 | 8  | 46 | 32 | 1.438 | 1806 | 1701 | 1.062 |
| 5.   | Gigantes del Sur  | 33 | 20 | 10 | 10 | 41 | 36 | 1.139 | 1737 | 1728 | 1.006 |
| 6.   | Obras Sanitarias  | 31 | 20 | 13 | 7  | 44 | 41 | 1.073 | 1853 | 1870 | 0.990 |
| 7.   | Libertad          | 28 | 20 | 9  | 11 | 36 | 43 | 0.837 | 1725 | 1755 | 0.983 |
| 8.   | Monteros          | 28 | 20 | 8  | 12 | 36 | 38 | 0.947 | 1654 | 1672 | 0.989 |
| 9.   | UNTreF            | 18 | 20 | 5  | 15 | 27 | 50 | 0.540 | 1634 | 1756 | 0.931 |
| 10.  | River Plate       | 14 | 20 | 4  | 16 | 19 | 50 | 0.380 | 1510 | 1671 | 0.904 |
| 11.  | Puerto San Martín | 13 | 20 | 4  | 16 | 25 | 54 | 0.463 | 1676 | 1876 | 0.893 |

| Ai play-off scudetto |

### Play-off
|  | Quarti di finale | Quarti di finale | Quarti di finale | Quarti di finale | Quarti di finale | Quarti di finale | Quarti di finale |  |  | Semifinali | Semifinali | Semifinali | Semifinali | Semifinali | Semifinali | Semifinali |   |   | Finale  | Finale  | Finale  | Finale | Finale | Finale | Finale |  |
|  |                  |                  |                  |                  |                  |                  |                  |  |  |            |            |            |            |            |            |            |   |   |         |         |         |        |        |        |        |  |
|  | 1                | Bolívar          | Bolívar          | 3                | 2                | 3                | 3                |  |  |            |            |            |            |            |            |            |   |   |         |         |         |        |        |        |        |  |
|  | 8                | Monteros         | Monteros         | 1                | 3                | 2                | 2                |  |  | Bolívar    | Bolívar    | Bolívar    | 3          | 0          | 3          | 3          |   |   |         |         |         |        |        |        |        |  |
|  | 4                | Ciudad           | Ciudad           | Ciudad           | 3                | 3                | 3                |  |  | Ciudad     | Ciudad     | Ciudad     | 0          | 3          | 0          | 2          |   |   |         |         |         |        |        |        |        |  |
|  | 5                | Gigantes del Sur | Gigantes del Sur | Gigantes del Sur | 0                | 1                | 0                |  |  |            |            |            |            |            |            |            |   |   | Bolívar | Bolívar | Bolívar | 2      | 3      | 0      | 0      |  |
|  | 2                | UPCN             | UPCN             | UPCN             | 3                | 3                | 3                |  |  |            |            | UPCN       | UPCN       | UPCN       | 3          | 1          | 3 | 3 |         |         |         |        |        |        |        |  |
|  | 7                | Libertad         | Libertad         | Libertad         | 0                | 0                | 1                |  |  | UPCN       | UPCN       | UPCN       | 3          | 0          | 3          | 3          |   |   |         |         |         |        |        |        |        |  |
|  | 3                | Lomas            | Lomas            | 3                | 3                | 2                | 3                |  |  | Lomas      | Lomas      | Lomas      | 1          | 3          | 2          | 0          |   |   |         |         |         |        |        |        |        |  |
|  | 6                | Obras Sanitarias | Obras Sanitarias | 1                | 2                | 3                | 0                |  |  |            |            |            |            |            |            |            |   |   |         |         |         |        |        |        |        |  |

#### Quarti di finale
| Gara 1 |                           |     |                            |
|        |                           |     |                            |
| 22-02  | Bolívar - Monteros        | 3-1 | 23-25, 26-24, 25-20, 25-18 |
| 22-02  | Ciudad - Gigantes del Sur | 3-0 | 25-17, 25-19, 27-25        |
| 22-02  | UPCN - Libertad           | 3-0 | 37-35, 25-21, 25-18        |
| 22-02  | Lomas - Obras Sanitarias  | 3-1 | 23-25, 25-23, 25-17, 25-13 |

| Gara 2 |                           |     |                                   |
|        |                           |     |                                   |
| 24-02  | Bolívar - Monteros        | 2-3 | 24-26, 25-21, 25-16, 28-30, 13-15 |
| 24-02  | Ciudad - Gigantes del Sur | 3-1 | 24-26, 25-17, 25-22, 30-28        |
| 24-02  | UPCN - Libertad           | 3-0 | 25-21, 25-19, 25-20               |
| 24-02  | Lomas - Obras Sanitarias  | 3-2 | 18-25, 25-20, 21-25, 25-18, 15-10 |

| Gara 3 |                           |     |                                   |
|        |                           |     |                                   |
| 08-03  | Monteros - Bolívar        | 2-3 | 25-21, 23-25, 25-19, 20-25, 13-15 |
| 01-03  | Gigantes del Sur - Ciudad | 0-3 | 21-25, 19-25, 20-25               |
| 01-03  | Libertad - UPCN           | 1-3 | 20-25, 23-25, 34-32, 26-28        |
| 08-03  | Obras Sanitarias - Lomas  | 3-2 | 17-25, 33-31, 25-16, 21-25, 17-15 |

| Gara 4 |                          |     |                                  |
|        |                          |     |                                  |
| 10-03  | Monteros - Bolívar       | 2-3 | 25-23, 19-25, 18-25, 25-17, 8-15 |
| 10-03  | Obras Sanitarias - Lomas | 0-3 | 16-25, 23-25, 28-30              |

#### Semifinali
| Gara 1 |                  |     |                            |
|        |                  |     |                            |
| 16-03  | Bolívar - Ciudad | 3-0 | 25-18, 25-21, 25-16        |
| 16-03  | UPCN - Lomas     | 3-1 | 19-25, 25-19, 25-20, 25-18 |

| Gara 2 |                  |     |                     |
|        |                  |     |                     |
| 18-03  | Bolívar - Ciudad | 0-3 | 18-25, 18-25, 18-25 |
| 18-03  | UPCN - Lomas     | 0-3 | 30-32, 25-27, 19-25 |

| Gara 3 |                  |     |                                   |
|        |                  |     |                                   |
| 22-03  | Ciudad - Bolívar | 0-3 | 24-26, 20-25, 21-25               |
| 22-03  | Lomas - UPCN     | 2-3 | 23-25, 27-25, 25-23, 19-25, 13-15 |

| Gara 4 |                  |     |                                   |
|        |                  |     |                                   |
| 24-03  | Ciudad - Bolívar | 2-3 | 21-25, 25-18, 25-20, 25-27, 11-15 |
| 24-03  | Lomas - UPCN     | 0-3 | 27-29, 21-25, 23-25               |

#### Finale
| Gara 1 |                |     |                                   |
|        |                |     |                                   |
| 29-03  | Bolívar - UPCN | 2-3 | 25-23, 25-22, 23-25, 21-25, 13-15 |

| Gara 2 |                |     |                            |
|        |                |     |                            |
| 31-03  | Bolívar - UPCN | 3-1 | 25-20, 19-25, 31-29, 25-23 |

| Gara 3 |                |     |                     |
|        |                |     |                     |
| 05-04  | UPCN - Bolívar | 3-0 | 25-22, 25-20, 25-17 |

| Gara 4 |                |     |                     |
|        |                |     |                     |
| 07-04  | UPCN - Bolívar | 3-0 | 25-19, 25-19, 25-14 |

## Classifica finale
| Pos | Squadra           | Verdetto                              |
| --- | ----------------- | ------------------------------------- |
| 1   | UPCN              | Campionato sudamericano per club 2019 |
| 2   | Bolívar           |                                       |
| 3   | Lomas             |                                       |
| 4   | Ciudad            |                                       |
| 5   | Gigantes del Sur  |                                       |
| 6   | Obras Sanitarias  |                                       |
| 7   | Libertad          |                                       |
| 8   | Monteros          |                                       |
| 9   | UNTreF            |                                       |
| 10  | River Plate       |                                       |
| 11  | Puerto San Martín |                                       |

## Premi individuali
| Premio                 | Giocatrice          | Squadra          |
| ---------------------- | ------------------- | ---------------- |
| MVP della finale       | Zbigniew Bartman    | UPCN             |
| Miglior realizzatore   | Zbigniew Bartman    | UPCN             |
| Miglior straniero      | Zbigniew Bartman    | UPCN             |
| Miglior argentino      | Martín Ramos        | UPCN             |
| Giocatore rivelazione  | Tomás López         | Libertad         |
| Premio Valori in gioco | Ignacio Fernández   | Ciudad           |
| Miglior palleggiatore  | Maximiliano Cavanna | UPCN             |
| Miglior opposto        | Zbigniew Bartman    | UPCN             |
| Miglior schiacciatore  | Rozalin Penčev      | Bolívar          |
| Miglior schiacciatore  | Miguel Ángel López  | Gigantes del Sur |
| Miglior centrale       | Martín Ramos        | UPCN             |
| Miglior centrale       | Agustín Loser       | Ciudad           |
| Miglior libero         | Sebastián Garrocq   | UPCN             |